# Добиньи, Шарль-Франсуа
Шарль-Франсуа Добиньи (фр. Charles-François Daubigny; 15 февраля 1817, Париж — 19 февраля 1878, Париж) — французский живописец, акварелист и гравёр, представитель барбизонской школы пейзажной живописи. Считается одним из переходных художников между поздним романтизмом и импрессионизмом. Сын Шарля-Франсуа — Карл Добиньи (1846—1886) также был живописцем.

## Биография
Шарль-Франсуа Добиньи, выходец из семьи художников, рано познакомился с искусством благодаря отцу Эдму-Франсуа Добиньи (1789—1843) и дяде, художнику-миниатюристу Пьеру Добиньи. Он также был учеником Жана-Виктора Бертена, Жака-Раймона Браскассы и Поля Делароша. Начинал как рисовальщик книжных виньеток и гравёр. Уже с 1838 года он принимал участие в выставках пейзажами классического направления, но получил признание лишь в начале 1850-х годов. Годичное пребывание в Италии по определению Теодора Руссо «не повлияло на его стремление стать художником своей страны».
Одним из первых он перешёл от работы в мастерской на «свежий воздух» и писал этюды на пленэре. На своей лодке, названной «Ле Ботен» (Le Botin), установив на ней мольберт и превратив лодку в живописную студию, он курсировал по течению Сены и Уазы, особенно в регионе Овер-сюр-Уаз, и писал этюды речных берегов. В 1852 году Добиньи встретил Камиля Коро. Ещё одна крупная встреча, которая, несомненно, произошла раньше, — это встреча с Гюставом Курбе. Оба художника принадлежат к одному поколению и были преданы движению за реализм в искусстве.
В 1848 году Шарль-Франсуа Добиньи работал в мастерской халкографии (устаревшее название резцовой гравюры на меди) в Лувре, создавая репродукционные гравюры знаменитых картин, а затем обратился к технике акватинты. К этому периоду относится его знаменитая серия офортов «Катящиеся телеги» (Les Charrettes de Roulage, 1850). В 1862 году вместе с Камилем Коро он экспериментировал с техникой стеклянных клише (фторофортов, разновидности офорта для фототипий).
В 1864 году Добиньи был одним из первых экспонентов салона «Национального общества изящных искусств» (Société nationale des beaux-arts).
В 1866 году он впервые вошёл в состав жюри Парижского салона вместе со своим другом Коро. Вместе с Курбе они наслаждались скандальным успехом «Женщины с попугаем» (картины Курбе). В том же году Добиньи посетил Англию и снова отправился туда в 1870 году из-за франко-прусской войны, и нашёл там своего друга Жюльена де Ларошуара. Он также встретил в Лондоне Клода Моне, с которым уехал в Нидерланды. Вернувшись в Овер-сюр-Уаз, он встретил Поля Сезанна и других художников, которые позже были связаны с импрессионистами. Последние этюды Добиньи вызвали восхищение Винсента Ван Гога, написавшего в 1890 году «Сад Добиньи», одну из своих последних картин в Овер-сюр-Уаз.
Шарль-Франсуа Добиньи скончался в Париже, похоронен на кладбище Пер-Лашез (участок 24).

## Творчество
Самые известные картины Шарля-Франсуа Добиньи созданы между 1864 и 1874 годами и по большей части представляют собой изображения лесов и озёр. Разочарованный тем, что самые совершенные по его мнению картины не встретили понимания современников, он, тем не менее, к концу своей жизни оставался востребованным и ценимым художником.
Добиньи стремился освободить пейзаж от поэтических и субъективных компонентов, которыми, по его мнению, наделяли его романтики Диас де ла Пенья, Жюль Дюпре и Теодор Руссо, и отображать природу непосредственно и без прикрас. Личное восприятие художника, считал Добиньи, не должно участвовать в отражении виденного. Несмотря на это, Добиньи был очень дружен со своими соратниками по барбизонской школе.
Публика и художественная критика называли эскизные акварели Добиньи «прелестными, привлекательными и поэтичными». Хотя Добиньи к этому и не стремился, пейзажи, созданные на основе этих предварительных эскизов, также были признаны «поэтичными». Добиньи не пытался привнести в них поэтического настроения, и, чтобы в конце концов избавиться от подозрений в намеренной поэтичности, стал выбирать самые непривлекательные и невзрачные мотивы, стремясь только к абсолютной правдивости.
Примечательными были старания Добиньи сохранить в своих произведениях спонтанность и непосредственность пленэра. За это он, в своё время, получил как похвалу, так и суровую критику. Но Добиньи остался верным своей технике письма: пастозное нанесение красок «в света́х», полупрозрачные лессировки теней и мелкие раздельные мазки оказали в 1860-х годах влияние на будущих импрессионистов.
Этюды Добиньи нашли живой отклик среди молодых художников. Показательна реакция Клода Моне, одного из основателей импрессионизма, на картины мастера в Парижском салоне 1859 года: «Добиньи, вот молодчина, который работает хорошо, который понимает природу». Примечательно, что позднее Моне также построил себе лодку-мастерскую, подобную той, что была у Добиньи. В искусстве Добиньи есть черты, роднящие его с молодым поколением: так же как импрессионисты, он не заботился о чёткости контуров и правильности деталей и отдавал предпочтение широкой манере живописи. Полноты отображения реальной действительности Добиньи достигал не скрупулёзным выписыванием деталей, как это было в поздних работах Теодора Руссо, а тональными отношениями. Не случайно именно Добиньи помог молодым, в том числе Клоду Моне, Огюсту Ренуару и другим художникам, выставить свои произведения в салоне 1868 года.
Теофиль Готье в качестве критического обозревателя Парижских салонов с жёсткой иронией писал в 1861 году: «Действительно жаль, что Добиньи, этот пейзажист с таким искренним, справедливым и естественным чувством, довольствуется первым впечатлением и до такой степени пренебрегает деталями. Его картины — не более чем наброски, причем наброски не очень продвинутые […] Таким образом, именно системе мы должны приписать эту трусливую манеру, которая, по нашему мнению, опасна для будущего художника, если он не откажется от неё как можно быстрее».
Помимо живописных картин Добиньи создал 127 офортов и несколько литографий. В санкт-петербургском Эрмитаже имеются четыре картины Шарля-Франсуа Добиньи.

## Галерея

Дуб и тростник. 1868. Бумага, синяя и чёрная акварель. Художественный музей, Кливленд, США
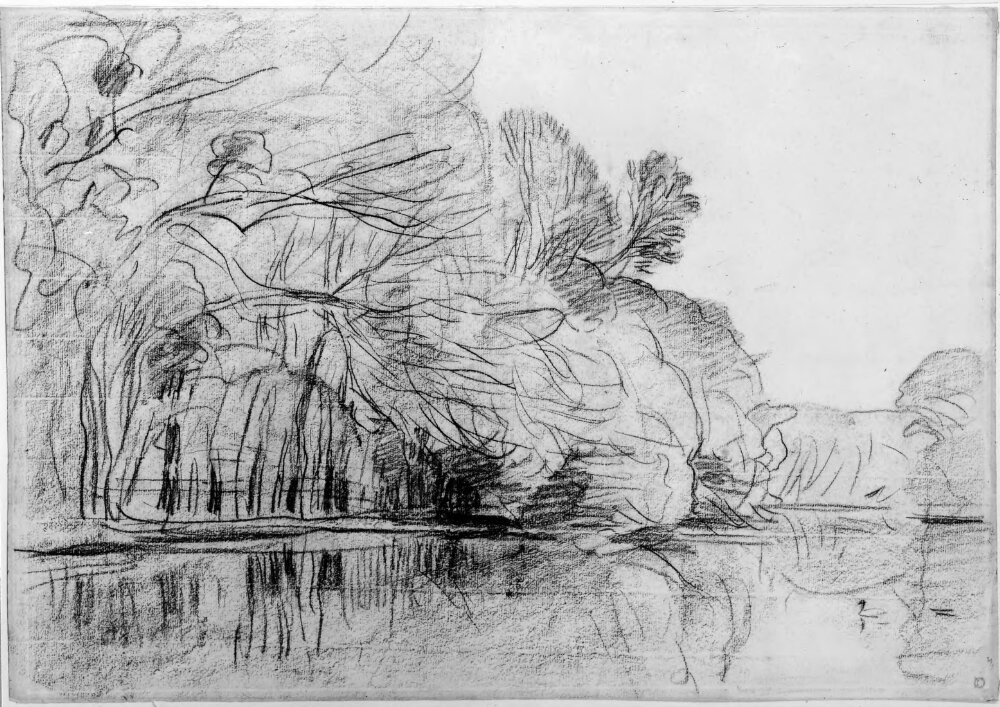
Вид Съёланда из Булонского леса. Бумага, карандаш. Национальный музей изобразительных искусств, Стокгольм
Восход луны в долине Андили. 1845. Офорт, меццо-тинто. Художественный музей, Кливленд, США
Чаща. 1855. Офорт. Художественный музей, Кливленд, США
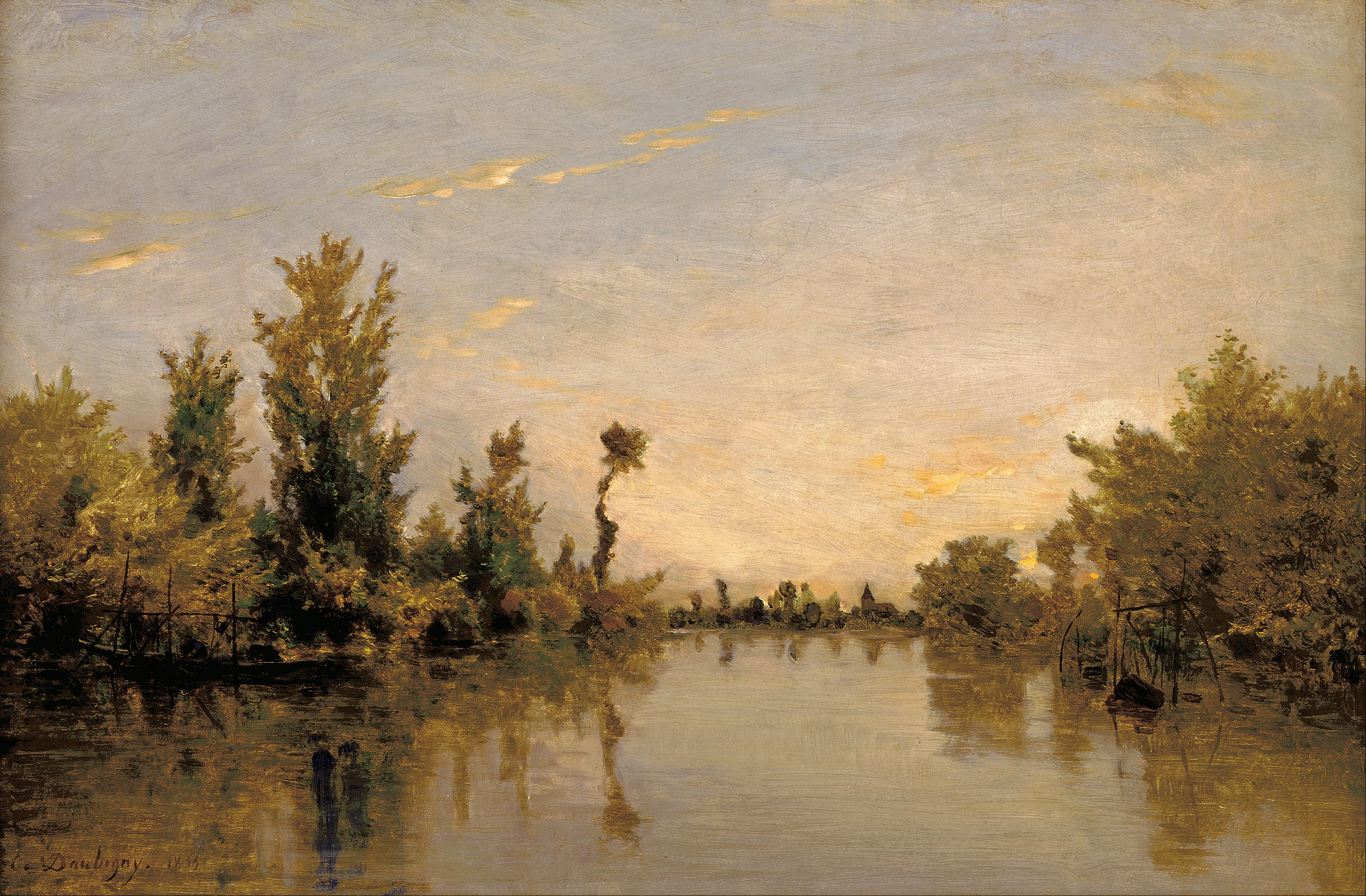
Берега Сены. 1855. Холст, масло. 	Художественная галерея Южной Австралии, Аделаида
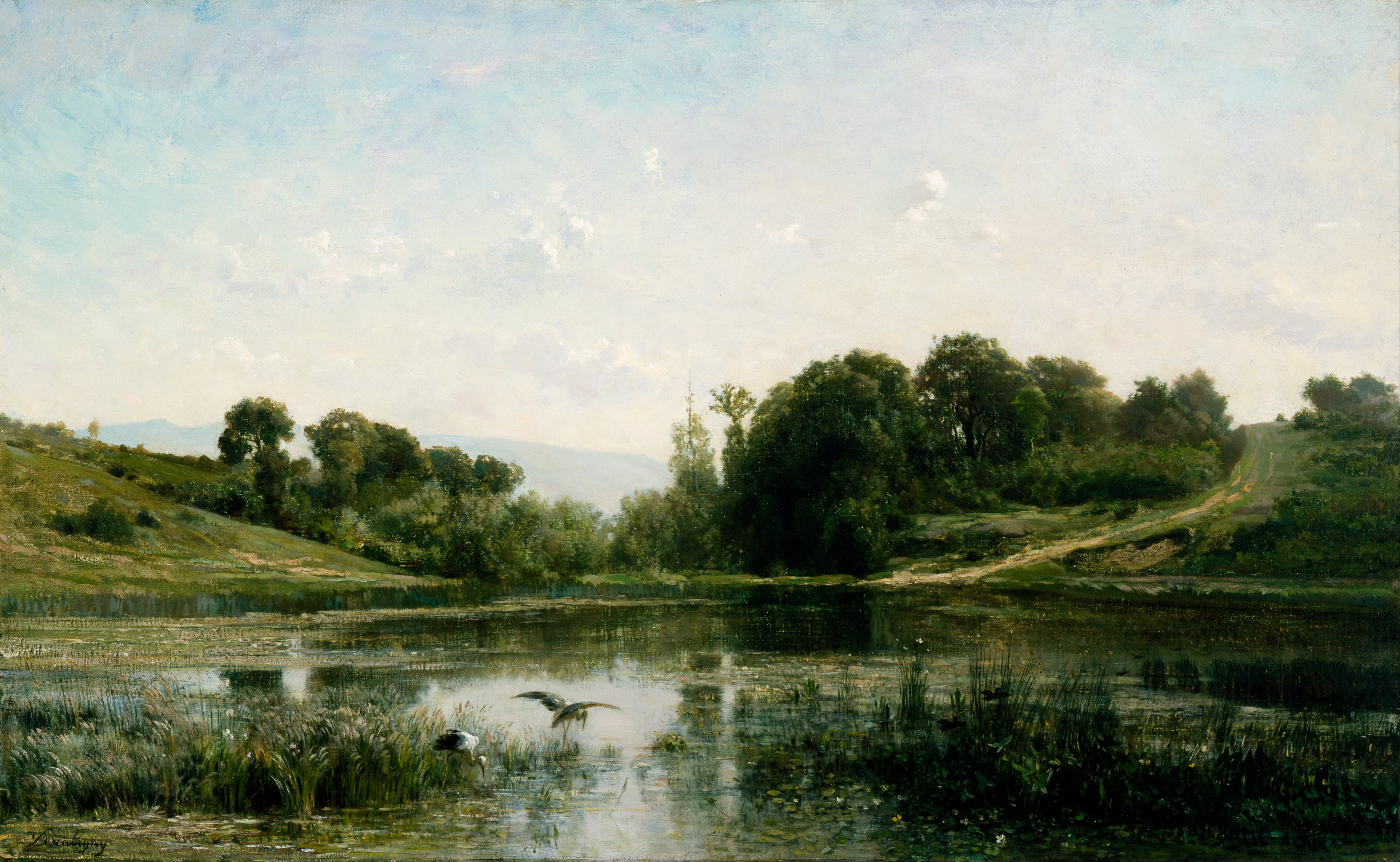
Пруды Жильё. Картон, масло. 	Художественный музей Цинциннати, США
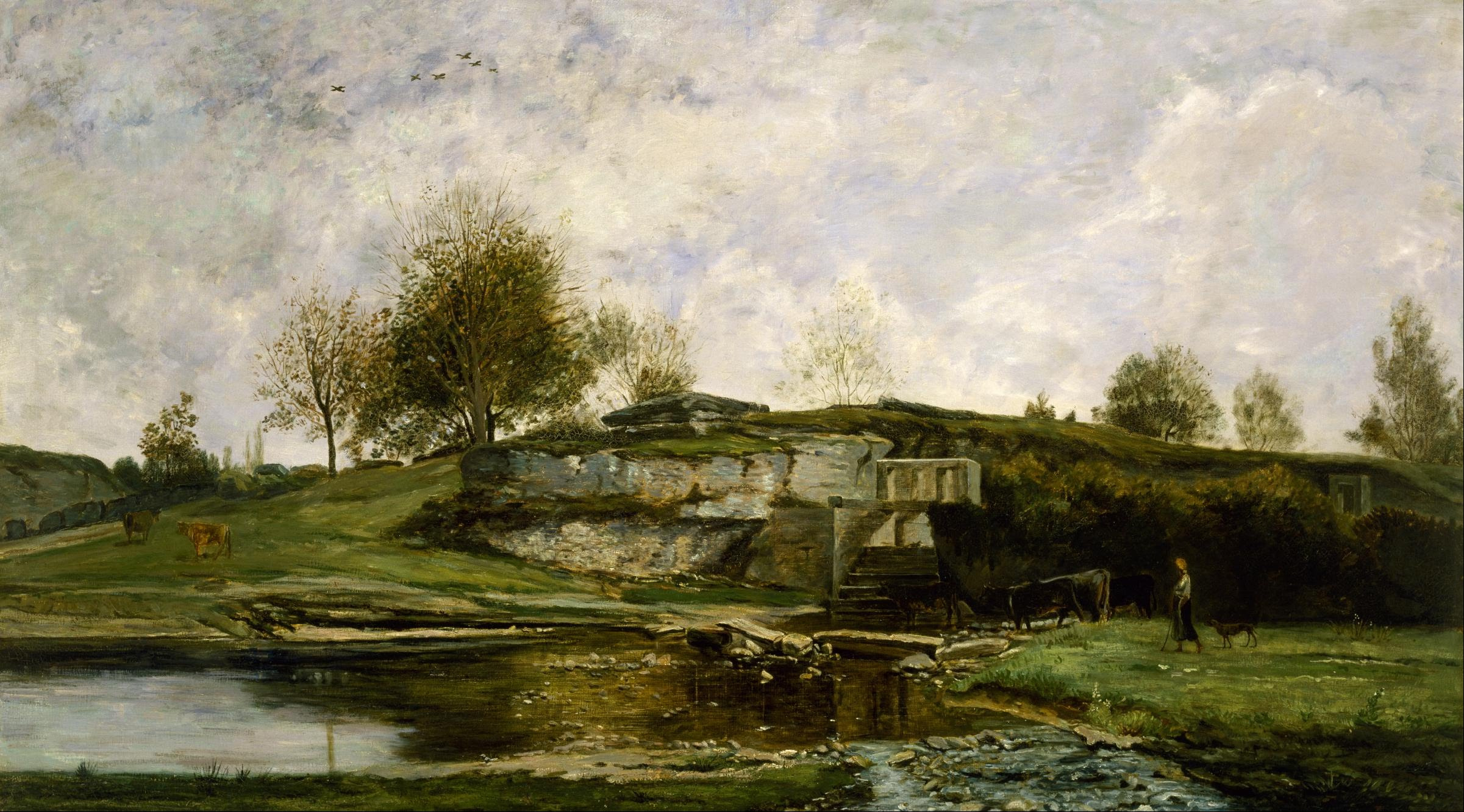
Шлюз в долине Оптевоз. 1854. Холст, масло. Музей изящных искусств, Хьюстон, Техас, США
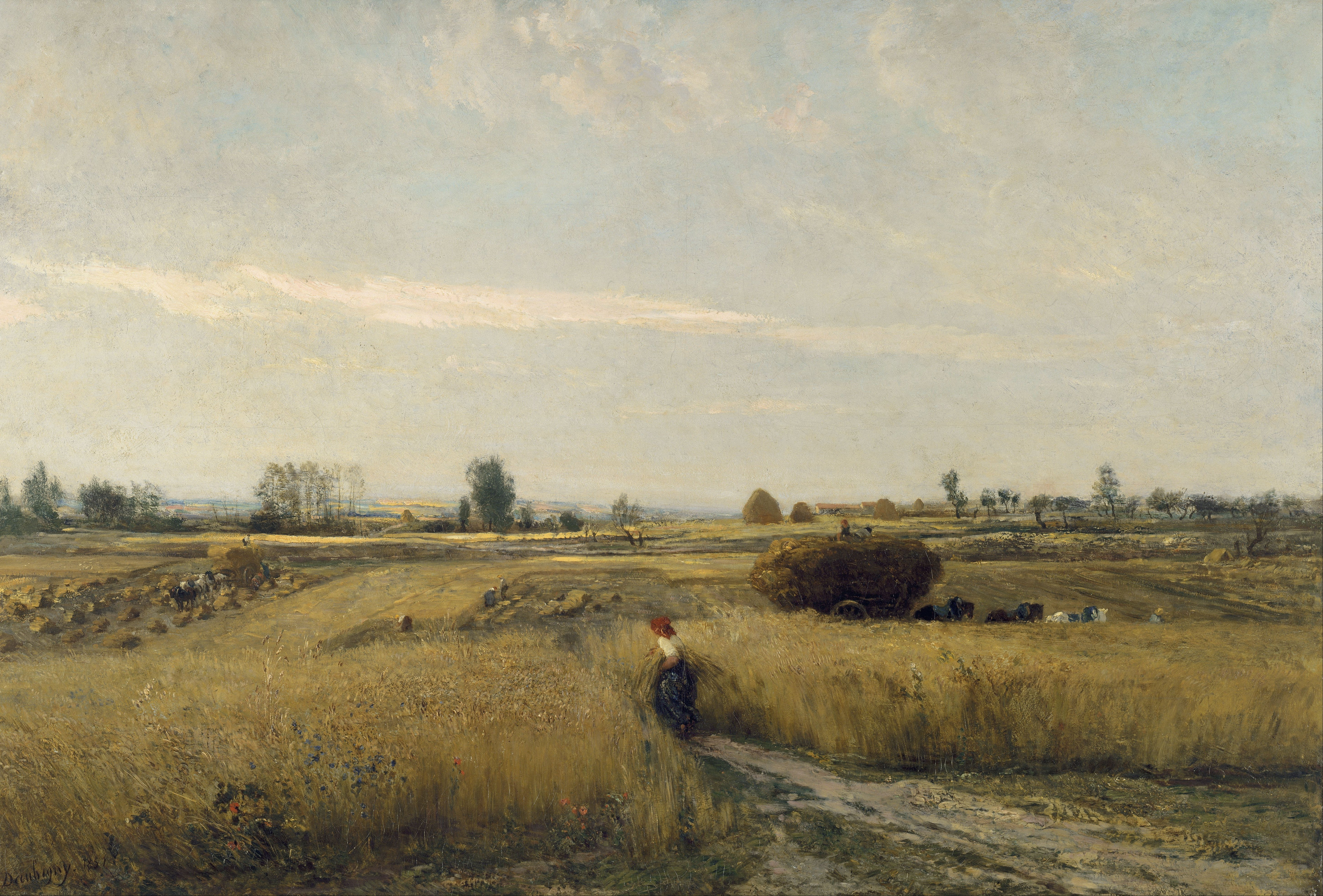
Жатва. 1851. Холст, масло. Музей Орсе, Париж
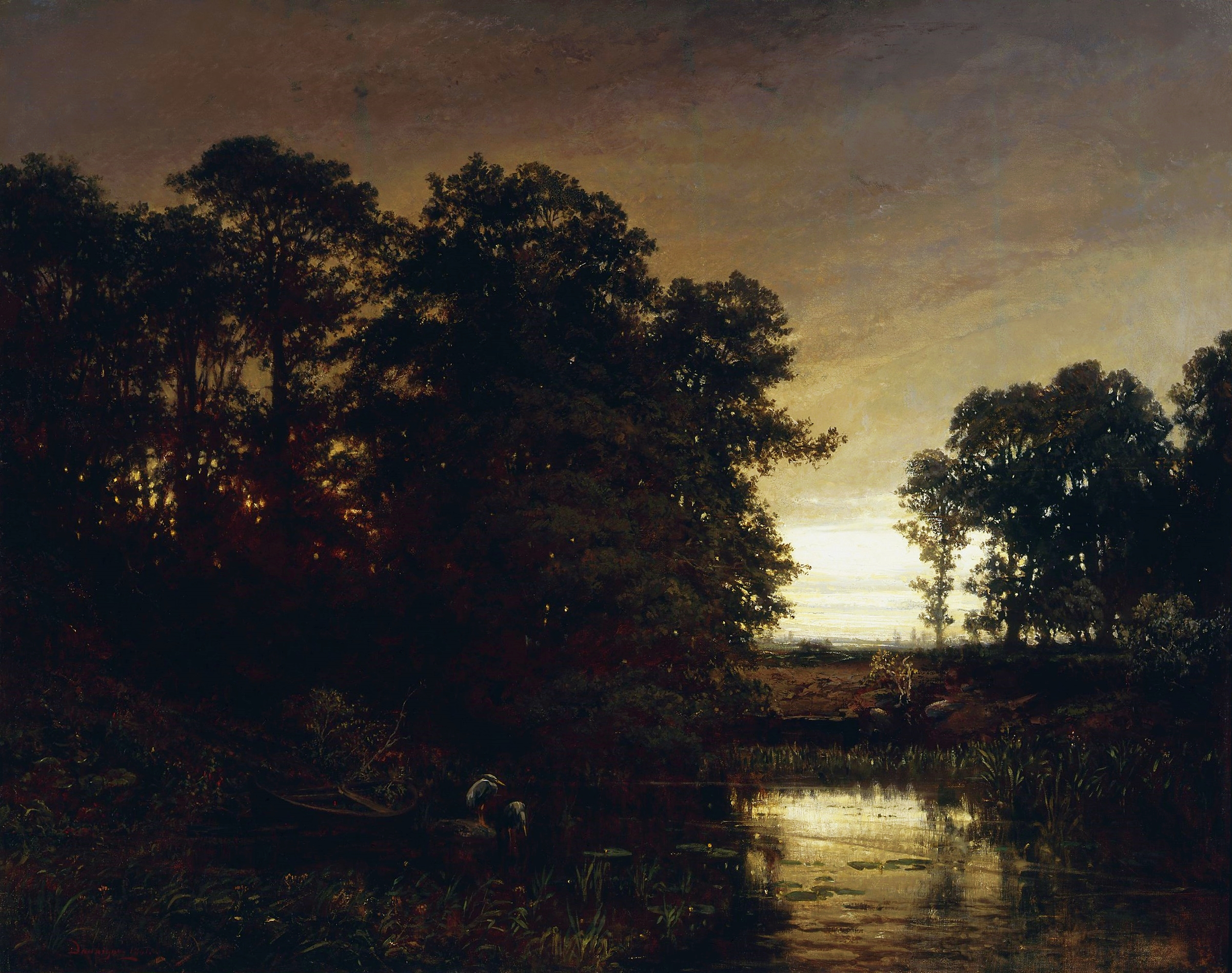
Пейзаж с прудом. 1861. Холст, масло. Национальный музей, Варшава
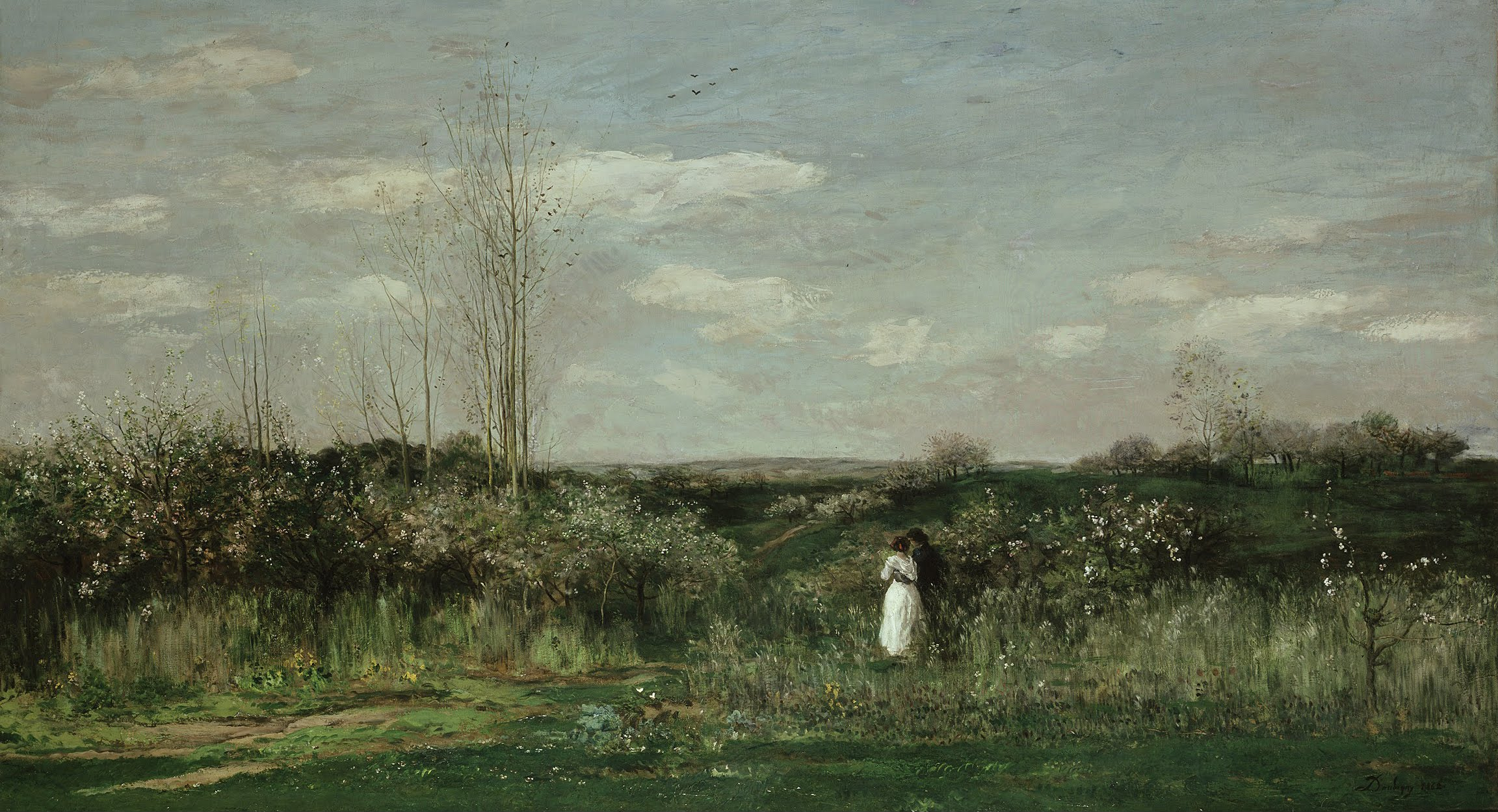
Весенний пейзаж. 1862. Холст, масло. Старая национальная галерея, Берлин
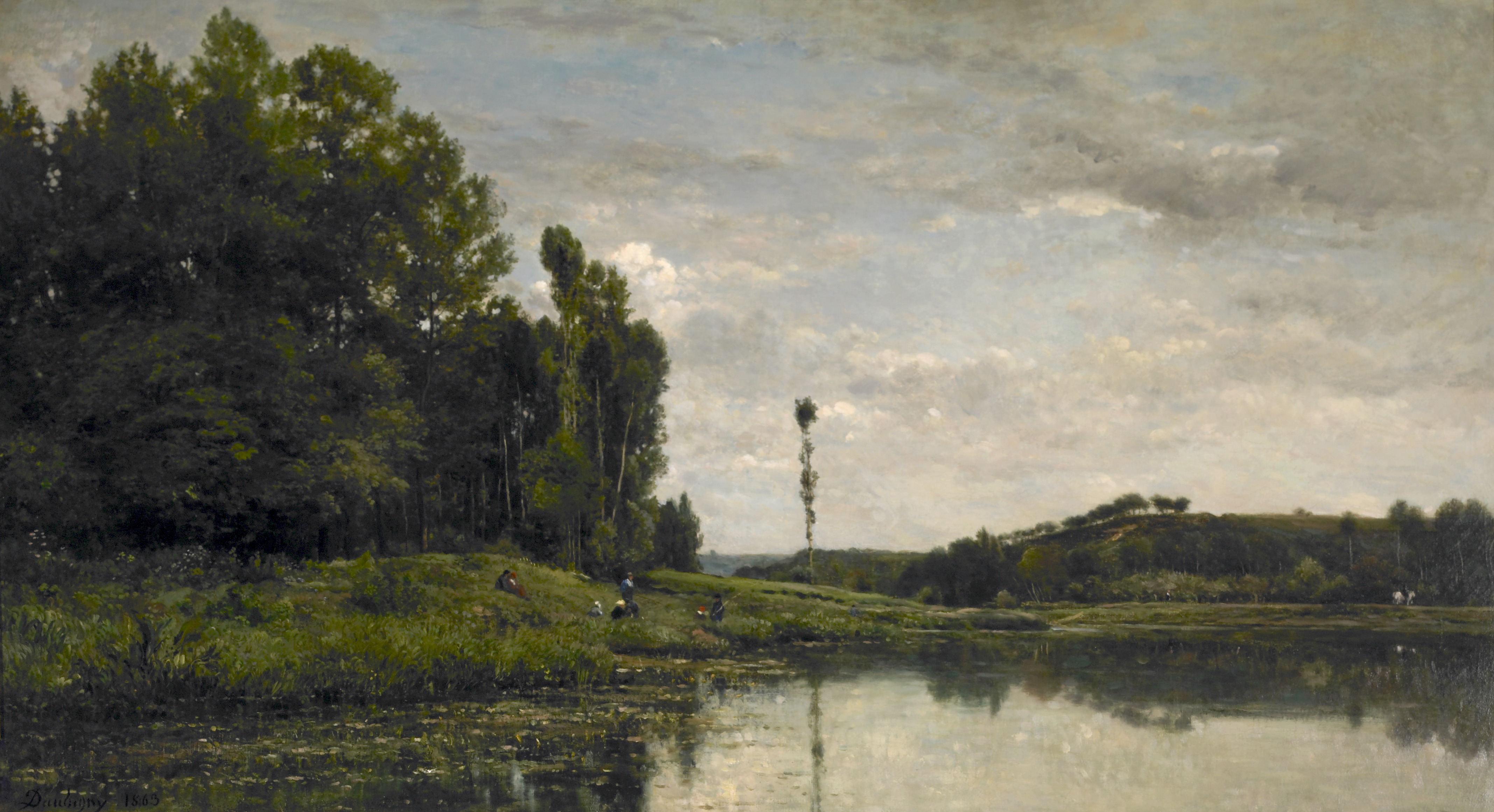
Берега Уазы. 1863. Холст, масло.  Сент-Луисский художественный музей, Сент-Луис, Миссури, США
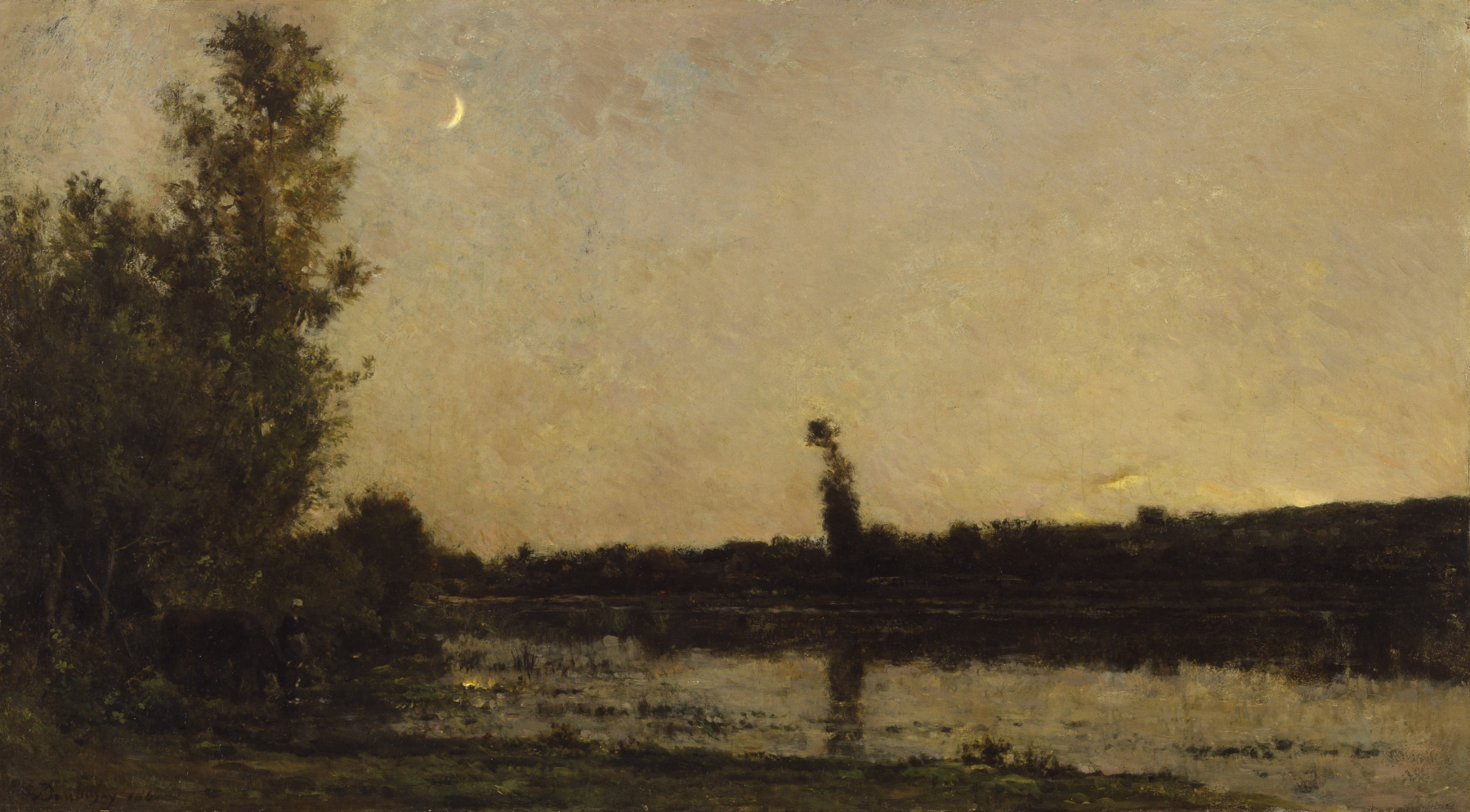
Сумерки. 1866. Дерево, масло. Художественный музей Уолтерса, Балтимор, США
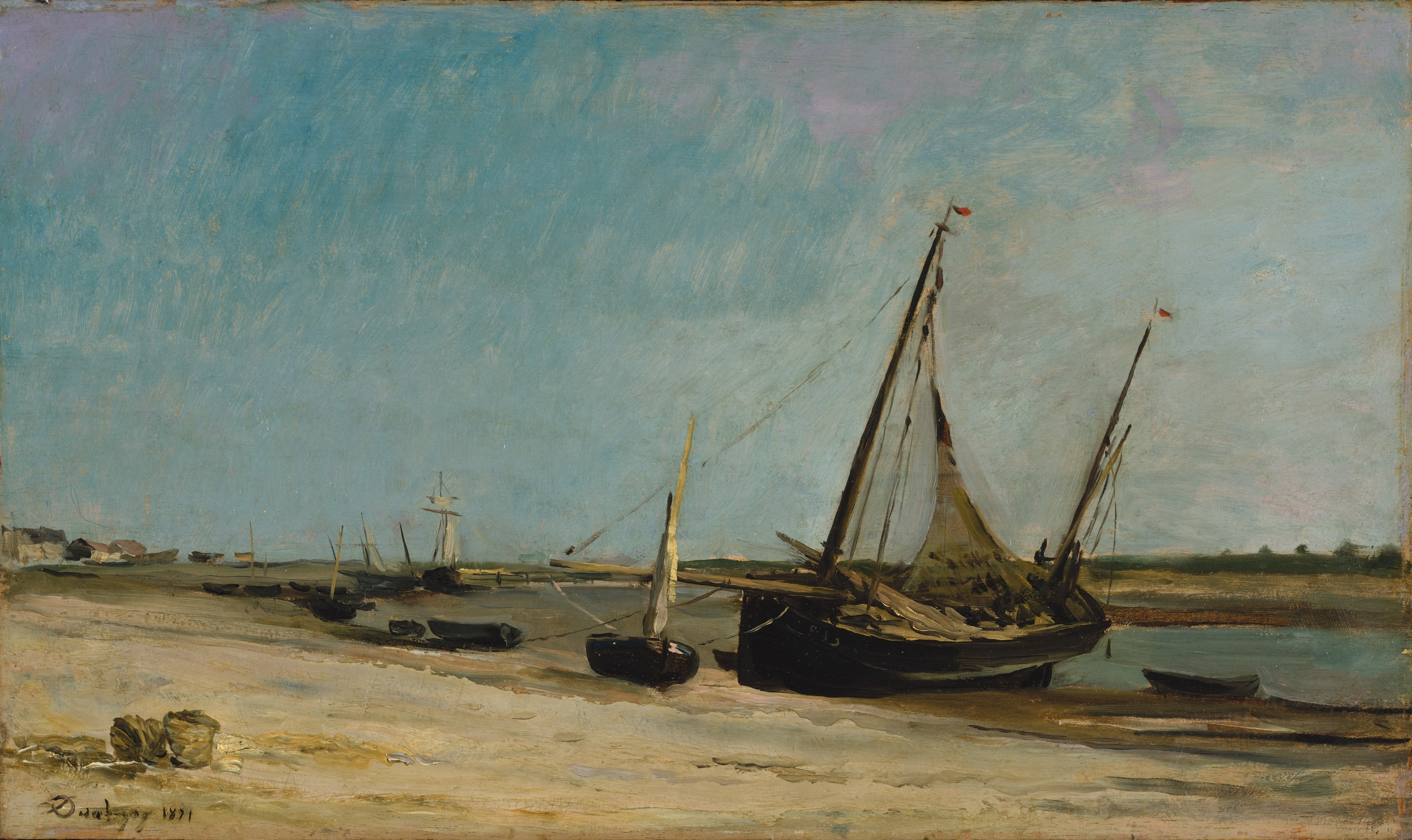
Лодки на побережье в Этапле. 1871. Дерево, масло. Метрополитен-музей, Нью-Йорк
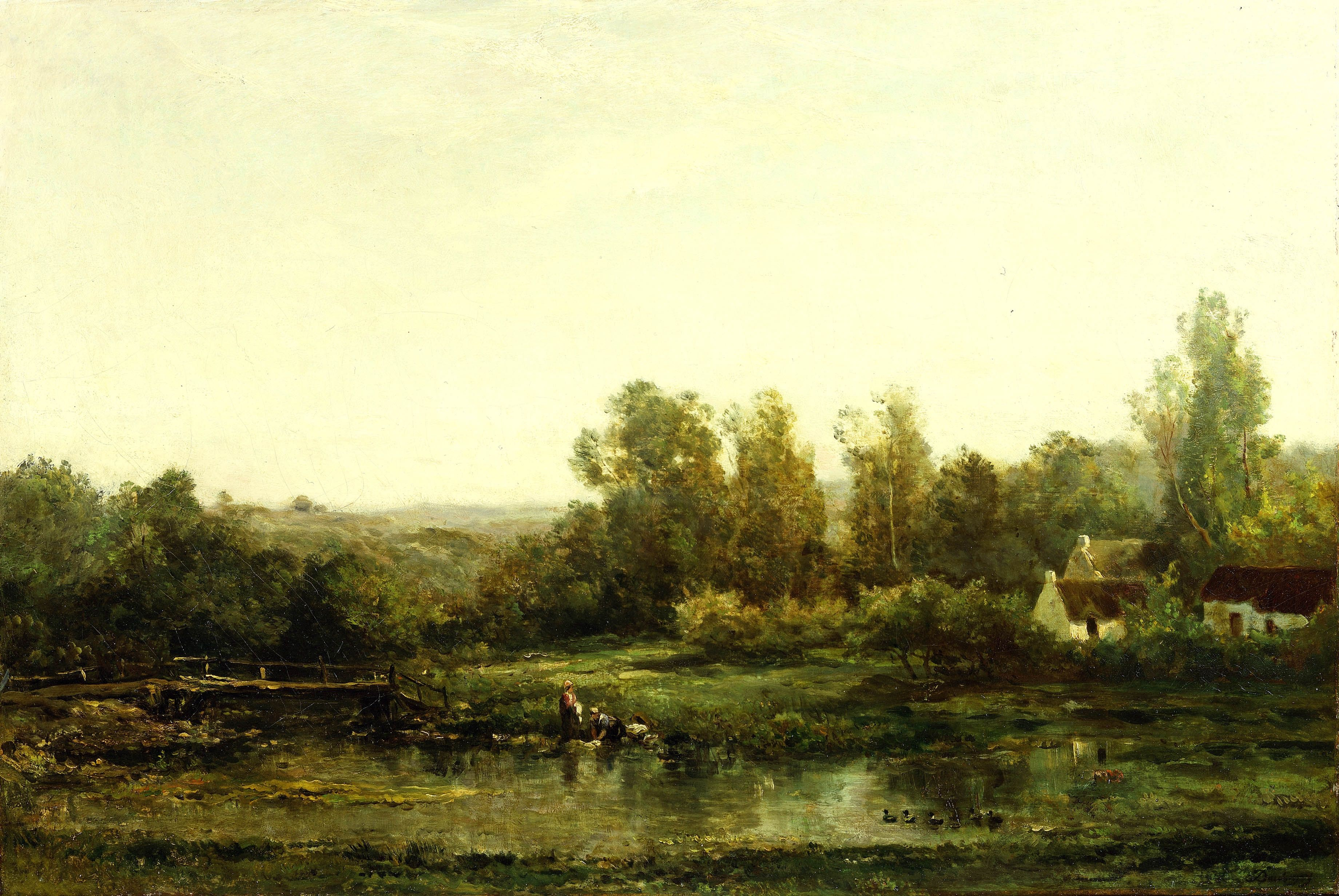
Прачки. Между 1870 и 1874. Холст, масло. Коллекция Фрика, Нью-Йорк